# 弗裏博氏副獅子魚
弗裏博氏副獅子魚，為輻鰭魚綱鮋形目杜父魚亞目獅子魚科的其中一種，分布於西南太平洋紐西蘭Chatham海脊，棲息深度可達1218公尺，體長可達11.8公分，為深海底棲性魚類，屬肉食性，生活習性不明。

## 擴展閱讀
維基物種上的相關：弗裏博氏副獅子魚